# Mireille Havet
Pour les articles homonymes, voir Havet.
Mireille Havet de Soyécourt, née le 4 octobre 1898 à Médan (Yvelines) et morte le 21 mars 1932 au sanatorium de Montana (Suisse), est une écrivaine française des années folles.

## Biographie

### Enfance et formation

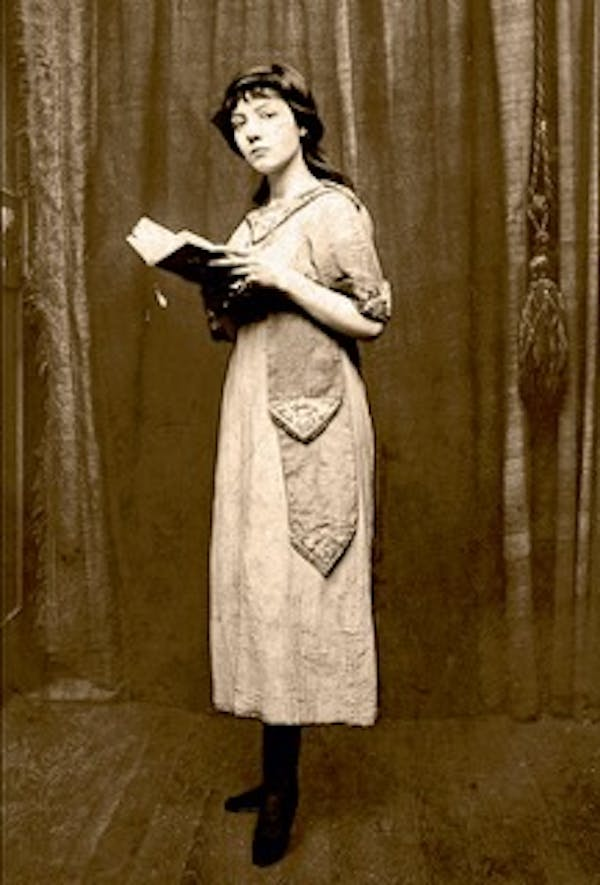
Mireille Havet récitant pour une pièce de théâtre (1918-1919)

Mireille Havet de Soyécourt est la fille du peintre Henri Havet (1862-1913) et de Léoncine Cornillier (1860-1923), une famille bourgeoise désargentée. 
Son oncle maternel est le peintre Pierre-Émile Cornillier. Elle est également la petite-fille du linguiste Alfred Havet (1827-1896). La sœur de Mireille Havet, Christiane, qui a pour parrain le peintre Adolphe Gumery, épouse le poète et critique littéraire Paul Aeschimann. 
Dans sa jeunesse, elle vit à Auteuil et passe ses vacances au château de Ker Aulen, à Frossay, chez son grand-oncle Benjamin-Joseph Leroux et son épouse Marie-Adeline Goüin. Elle grandit dans une atmosphère intellectuelle et artistique tranquille, « faite d’aimable dilletantisme, de mondanités modestes, de pauvreté plus ou moins insouciante, adossée cependant au solide rempart de bonnes origines bourgeoises ». Elle rencontre ainsi, entre autres, le poète Paul Demény, le journaliste Georges Izambard et la femme de lettres Georges de Peyrebrune.

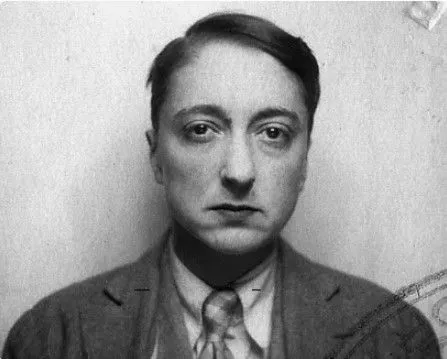
Photo de passeport (1931)

Après que sa famille déménage à Paris en 1907 quand elle a 9 ans, elle fréquente occasionnellement la chartreuse de Neuville-sous-Montreuil (Pas-de-Calais), un foyer social et résidence d'artistes et d'intellectuels. 
Son père, neurasthénique, meurt en 1913 probablement d'un suicide suite à des années d'internement psychiatrique alors qu'elle a 13 ans. Elle connaît alors une grande liberté dans son éducation, comme elle l'explique dans son Journal en 1919 : « Je fus très jeune libre d’agir et de choisir selon mes goûts et surtout les hasards autoritaires des rencontres et des livres. Cette liberté me fut pour ainsi dire concédée avec le terrible rôle de prodige ». 
Mireille Havet rédige très tôt des poèmes, des textes en prose, et un journal intime, qu'elle commence en mars 1913 à l'occasion d'une opération de l'appendicite et qu'elle tient jusqu'à 1929. Tandis qu'elle est renvoyée du collège Sévigné (soit qu'on lui reproche ses ambitions littéraires, soit qu'on lui reproche ses tendances homosexuelles), surviennent ses premiers échanges avec Guillaume Apollinaire, qui joue le rôle de mentor à partir d'avril 1913. 

### Carrière d'autrice
Apollinaire, qui l'appelle « la petite poyétesse », publie son premier poème dans sa revue à 15 ans. À 19 ans, c'est son conte fantastique La Maison dans l'œil du chat à son tour qui est diffusé dans le numéro 19 de la revue Les Soirées de Paris en 1913. Ce texte ainsi que d'autres poèmes en prose écrits à 14 ans, sont publiés en 1917 par les éditions Crès. Dès lors, elle rencontre le tout-Paris littéraire, de Colette à Jean Cocteau, qui deviennent ses amis, en passant par André Gide et les premiers surréalistes. 
Pendant la Grande guerre, Mireille Havet se réfugie au Colombier avec sa famille. Mais elle revient rapidement à Paris où elle mènera une vie dissolue, marquée par la pauvreté, la drogue (opium, puis cocaïne et morphine à la fin de sa vie), et de nombreuses conquêtes homosexuelles.
En 1917, elle rencontre, par l’intermédiaire de Colette, Hélène et Philippe Berthelot, l’américaine Natalie Clifford Barney, icône du Paris lesbien de l’époque, dont elle fréquente le salon. Elle se lie à de grandes figures comme la comtesse Madeleine de Limur et découvre l’œuvre de Renée Vivien, traitant d'homosexualité et d'amours libres. La fréquentation de ces femmes joue un grand rôle dans la reconnaissance personnelle de son homosexualité. Elle est ouvertement homosexuelle, tant dans son journal qu'à la ville. Elle suit la mode des garçonnes de ces années : elle coupe court ses cheveux et adopte un style vestimentaire androgyne. 
Son premier roman Jeunesse perdue, n'est jamais publié, mais son deuxième Carnaval est un succès. Il est publié en novembre 1922 dans Les Œuvres libres, puis en septembre 1923 aux éditions Albin Michel et réédité en 2005 par les éditions Claire Paulhan. Ce roman à clef est inspiré de sa relation avec Madeleine de Limur, transposée en relation hétérosexuelle. Il est considéré pour les prix Femina et Goncourt.
La critique a rapproché Mireille Havet de la poétesse Catherine Pozzi : « Dans leurs journaux, les auteures tentent de construire, plus que des images de soi, une relation à soi ».

### Chute
Mireille Havet perd sa mère en 1923. Elle interprète le rôle de la Mort dans la pièce de Jean Cocteau Orphée en 1926. Elle est très remarquée dans ce rôle mais, dévorée par la drogue (opium, héroïne, cocaïne, morphine) à laquelle l'a initié son amante Marcelle Garos depuis l'été 1919, elle ne pourra pas le reprendre en 1927. En 1928, on lui diagnostique la tuberculose. Ses derniers manuscrits comme Les Rencontres d'après minuit, restent inachevés et disparaissent.
Elle meurt à l'âge de 33 ans de délabrement physique dû notamment à la tuberculose et à la toxicomanie, pauvre et abandonnée de ses amis, offrant pour quelques pièces son corps décharné aux passants. Elle lègue ses cahiers et manuscrits à son amie poétesse et comédienne Ludmila Savitzky.

## Redécouverte
Mireille Havet est « redécouverte » grâce à l'édition de son journal intime tenu assidument et prolifiquement de 1913 à 1929, dont le manuscrit n'a été retrouvé qu'en 1995 par Dominique Tiry, petite-fille de Ludmila Stavitzky son amie et exécutrice testamentaire, dans le grenier familial. Claire Paulhan le décrit ainsi : « Mireille Havet décrit “sa vie de damnation“, une vie de guet et d’attente, de songe et d’outrance, une vie aimantée par son ‘goût singulier ’pour l’amour des femmes et les stupéfiants ». 
Donné à la bibliothèque interuniversitaire de Montpellier, ce manuscrit est conservé à l'université Paul-Valéry-Montpellier-III. Il est publié par les éditions Claire Paulhan de 2003 à 2012. 

## Hommage

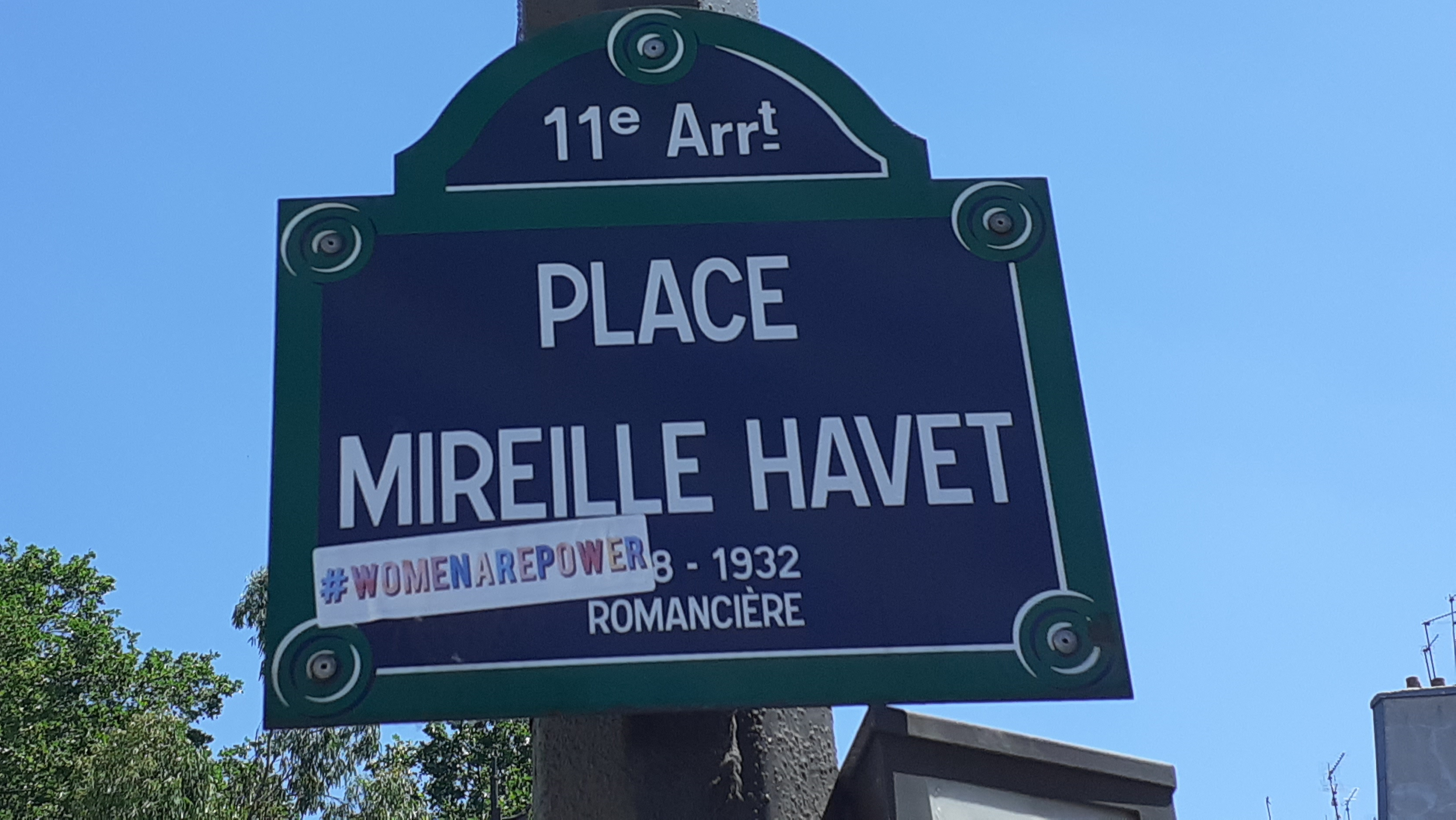
Plaque de la place Mireille-Havet (Paris).

La Ville de Paris a nommé place Mireille-Havet une place du 11e arrondissement,  inaugurée le 29 janvier 2009, et réaménagée en 2019, près de la médiathèque Violette Leduc.

## Œuvres

### Éditions originales
- La Maison dans l’œil du chat, Paris, Crès, 1917    (Wikisource)
- Carnaval, Paris, Arthème Fayard et Cie, 1922    (Wikisource), Les Œuvres libres, n° 17.

### Éditions modernes
- Carnaval, édition établie, présentée et annotée par Claire Paulhan, aux éditions Claire Paulhan, coll. « Pour mémoire », 2005, 239 p.  (ISBN 2-912222-22-2)[23]
- Correspondance : 1913-1917, avec Guillaume Apollinaire, édition établie par Dominique Tiry, publiée par le Centre d'étude du XXe siècle, Université Paul-Valéry-Montpellier-III, 2000, 127 p.  (ISBN 2-84269-412-0)
- Journal aux éditions Claire Paulhan, 2003-2010, édition établie par Pierre Plateau :
  - Journal 1918-1919 : « Le monde entier vous tire par le milieu du ventre », présentée et annotée par Dominique Tiry, coll. « Tiré-à-part », 2003, 254 p.  (ISBN 2-912222-18-4) ; nouvelle édition augmentée et corrigée en 2011, 300 p.[24]
  - Journal 1919-1924 : « Aller droit à l'enfer, par le chemin même qui le fait oublier », annotée par Dominique Tiry, Pierre Plateau et Claire Paulhan, préf. Béatrice Leca, coll. « Pour mémoire », 2005, 533 p.  (ISBN 2-912222-21-4)[25]
  - Journal 1924-1927 : « C'était l'enfer et ses flammes et ses entailles », annotée par Dominique Tiry, avec la collab. de Roland Aeschimann, Claire Paulhan et Pierre Plateau, préf. Laure Murat, coll. « Pour mémoire », 2008, 445 p.  (ISBN 978-2-912222-28-2)[26]
  - Journal 1927-1928 : « Héroïne, cocaïne ! La nuit s'avance », annotée par Claire Paulhan, avec l'aide de Pierre Plateau et Dominique Tiry, préf. Patrick Kéchichian, coll. « Pour mémoire », 2010, 350 p.  (ISBN 978-2-912222-33-6)[27]
  - Journal 1929 : « Peut-être suis-je morte ? Suicidée il y a quelques mois », annotée par Roland Æschimann, Claire Paulhan, Pierre Plateau & Dominique Tiry, présentée par Roland Æschimann, coll. « Pour mémoire », 2012, 320 p.  (ISBN 978-2-912222-39-8)[28]